# Caledoniscincus orestes
Caledoniscincus orestes — вид сцинкоподібних ящірок родини сцинкових (Scincidae). Ендемік Нової Каледонії.

## Поширення і екологія
Caledoniscincus orestes відомі з низки місцевостей, розташований в гірських масивах на острові Нова Каледонія. Вони живуть у вологих тропічних лісах та у високогірних чагарникових заростях макі, на висоті від 400 до 1680 м над рівнем моря. Ведуть денний, наземний спосіб життя, ховаються під камінням, шукають їжу і гріються на сонячних галявинах.

## Збереження
МСОП класифікує цей вид як вразливий. Caledoniscincus orestes може загрожувати знищення природного середовища та хижацтво з боку інтродукованих кішок.